# Juszuf Huszajn
Juszuf Huszajn Mohamed (1965. július 8. – ) emirátusi válogatott labdarúgó.

## Pályafutása

### Klubcsapatban
1989 és 1990 között a Sharjah FC csapatában játszott. 

### A válogatottban
1990 és 1996 között 16 mérkőzésen szerepelt az Egyesült Arab Emírségek válogatottjában és 2 gólt szerzett. Részt vett az 1992-es Ázsia-kupán, illetve az 1990-es világbajnokságon, ahol a Kolumbia, és az NSZK elleni csoportmérkőzéseken kezdőként lépett pályára. A Jugoszlávia mérkőzésen nem kapott lehetőséget.